# Casa da Prelada

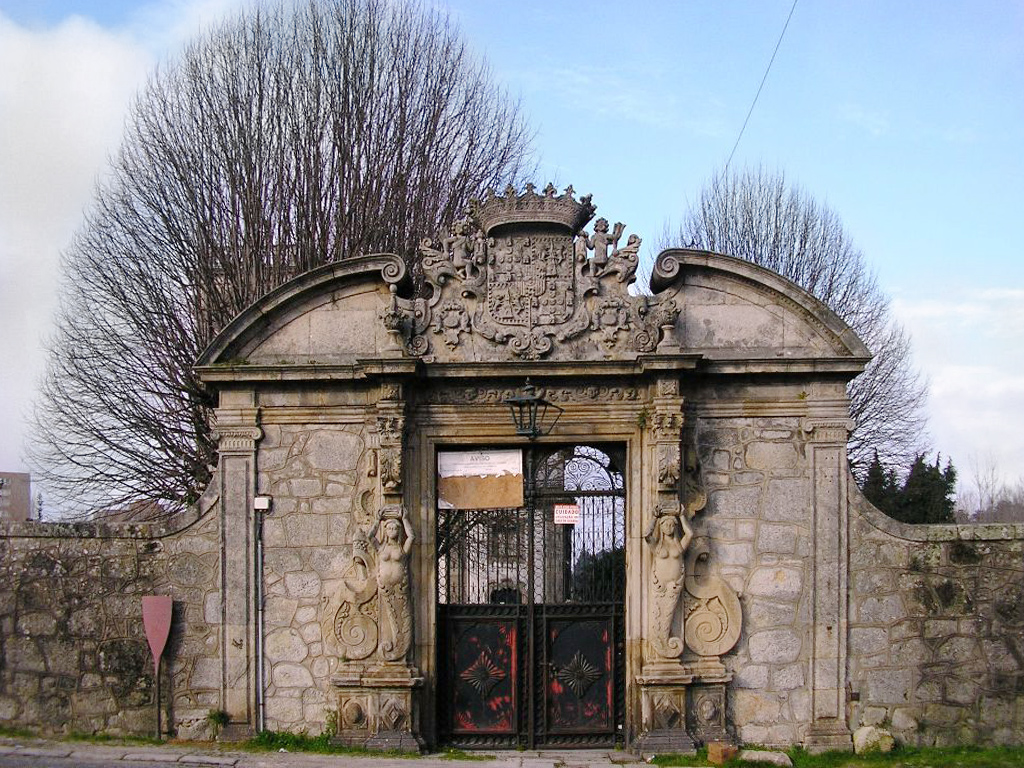
O portal principal da Casa da Prelada

A Casa da Prelada, ou Casa da Quinta da Prelada, é um palacete de antiga quinta, no norte da cidade do Porto, em Portugal.
O edifício principal foi construído a partir de 1754, segundo planos do arquiteto italiano Nicolau Nasoni, sob encomenda da família Noronha e Menezes. A obra, no entanto, permaneceu inacabada. É composto de três edifícios interligados, de diferentes alturas, com varandas e janelas de granito trabalhado.
O portal principal da quinta, ricamente decorado com o brasão de armas da família, e duas sereias, data do final do século XVII.
Em 1904, tornou-se propriedade da Santa Casa da Misericórdia do Porto por doação testamentária após a morte do seu proprietário, D. Francisco de Noronha e Menezes.
A Via de Cintura Interna cortou a propriedade.[carece de fontes?] O terreno da quinta é ocupado em grande parte pelo Hospital da Prelada. Em 1961, abriu o Parque de Campismo da Quinta da Prelada, que esteve 45 anos em funcionamento, sendo o único parque de campismo da cidade até ao final de 2006. Face ao decréscimo na procura e após exigências de obras de monta no parque, a Misericórdia do Porto decidiu fechá-lo.
Todo o conjunto foi declarado Imóvel de Interesse Público, primeiro, em 1938, o Lago, fontes e escadaria que resta da Quinta da Prelada, e depois, em 1977, a Casa da Prelada com o conjunto que a envolve, designadamente a mata e o jardim.

## Links
- O parque e a Casa da Prelada na visita, Porto (em inglês)
- Casa e Quinta da Prelada. Galeria de imagens PortoPatrimonioMundial.com
- Quinta da Prelada - Museu. Programa da RTP - Visita Guiada